# Gurania castroi
Gurania castroi är en gurkväxtart som beskrevs av José Cuatrecasas. Gurania castroi ingår i släktet Gurania och familjen gurkväxter. Inga underarter finns listade i Catalogue of Life.